# (4886) Kojima
(4886) Kojima (1981 EZ14) – planetoida z pasa głównego asteroid okrążająca Słońce w ciągu 5,01 lat w średniej odległości 2,93 j.a. Odkryta 1 marca 1981 roku.